# La Trinidad, Jalpa de Méndez
La Trinidad är en ort i Mexiko.   Den ligger i kommunen Jalpa de Méndez och delstaten Tabasco, i den sydöstra delen av landet, 700 km öster om huvudstaden Mexico City. La Trinidad ligger 8 meter över havet och antalet invånare är 785.
Terrängen runt La Trinidad är mycket platt. Runt La Trinidad är det ganska tätbefolkat, med 166 invånare per kvadratkilometer. Närmaste större samhälle är Comalcalco, 16,1 km väster om La Trinidad. Trakten runt La Trinidad består till största delen av jordbruksmark.